# 岡本篤志
岡本 篤志（おかもと あつし、1981年5月20日 - ）は、三重県名張市出身の元プロ野球選手（投手）。右投右打。現役時代は一貫して西武ライオンズ・埼玉西武ライオンズに所属。2016年の現役引退を機に、タレントとして活動している。

## 経歴

### プロ入り前
大阪府茨木市で出生。小学校5年生の時に、三重県名張市へ転居した。
海星高等学校（三重県）の2年生だった1998年には、140km/hを超える速球を武器に、エースとして第80回全国高等学校野球選手権大会に出場。
翌1999年の第71回選抜高等学校野球大会では、チームを準々決勝進出に導いた。3季連続で阪神甲子園球場での全国大会出場を目指した夏の三重県大会でも決勝に進んだが、3点リードの9裏に4点を失ってサヨナラ負けを喫した。
NPB球団のスカウトから入団を誘われていたが、体力に自信がなかったことから、プロ志望届を日本学生野球協会へ提出せずに明治大学へ進学。進学後は、東京六大学のリーグ戦通算で、48試合登板、12勝8敗、防御率2.41、161奪三振という成績を残した。
2003年のプロ野球ドラフト会議で、西武ライオンズから6巡目で指名。契約金6,000万円、年俸1,000万円（金額は推定）という条件で入団した。背番号は28。

### 西武時代
2004年には、一軍公式戦10試合で1勝1敗をマーク。しかし、通算28イニングで15四球・5死球を出すなど制球難を露呈したほか、防御率が9.32に達した。
2005年には、オープン戦で好投したことから、一軍先発陣の一角を担うことを期待された。4月1日には、開幕6戦目の東北楽天ゴールデンイーグルス戦に先発。新球団・楽天の本拠地であるフルキャストスタジアム宮城のこけら落としに当たる試合でもあったが、右肘の痛みを隠しながら登板する羽目になった。その影響で、1回裏に先頭打者・礒部公一から球団創設第1号の本塁打を許したことを皮切りに、連打を浴びて早々に降板。結局、敗戦投手になった。シーズン通算では一軍公式戦3試合に登板したが、先発登板は前述の1試合のみで、防御率は20.25と前年より悪化した。また、イースタン・リーグ公式戦にも13試合へ登板したが、防御率が4.92を記録するなど振るわなかった。
2006年には、一軍公式戦6試合、2007年には2試合に登板。いずれも勝敗は付かず、2007年に3死球を記録するなど、制球難を克服できなかった。同年には、先発・中継ぎの両方でイースタン・リーグ公式戦25試合に登板したものの、防御率が5.93にまで達した。
2008年には、一軍公式戦14試合で0勝2敗、防御率5.51を記録。しかし、シーズン終了後に股関節の疲労骨折が判明した。このため、2009年には患部のリハビリに専念。プロ入り後初めて、一軍公式戦への登板機会がなかった。
2010年には、開幕からイースタン・リーグ公式戦で好投を続けると、7月に一軍へ昇格。7月7日の対オリックス・バファローズ戦で、自身6年振りの一軍戦勝利を挙げた。昇格当初は、先発投手が早い回でマウンドを降りた場面からの登板を中心に、ロングリリーフで好投。一軍監督・渡辺久信監督の信頼を得たことから、夏場以降は、長田秀一郎・藤田太陽・ブライアン・シコースキーに次ぐ4番手の中継ぎ投手として要所でも起用された。長田・藤田が交互に戦線を離脱した期間には、2人に代わってセットアッパーとして登板。9月15日の対オリックス23回戦（スカイマークスタジアム）では、9回裏1死からの救援登板で2/3回を無失点に抑えたことによって、一軍公式戦での初セーブを記録した。さらに、チームのレギュラーシーズン2位によって進出したクライマックスシリーズでも、2試合の登板で無失点に抑えたが、シリーズ終了後に股関節の疲労骨折の再発が判明した。
2011年には、プロ入り後初めて、公式戦の開幕を一軍で迎えた。再発した股関節の骨折が完治していなかったものの、長田・藤田・シコースキーが相次いで戦線を離脱したことから、クローザーに起用。6月頃に不調へ転じると、クローザーを新人の牧田和久に明け渡す格好で、出場選手登録を抹消された。8月の再登録以降は、前の投手が作ったピンチを切り抜ける役回りや、ミンチェ・牧田につなぐセットアッパーとして活躍。8月10日からの救援登板26試合で、1失点、防御率0.28、12ホールドポイントという好成績を残すとともに、チームの逆転クライマックスシリーズ出場に大きく貢献した。なお、レギュラーシーズンで挙げた5勝は、いずれも9月以降の救援登板で記録。11月13日には、背番号を22に変更さすることが球団から発表された。
2012年には、松永浩典と共に、公式戦の開幕から一軍の中継ぎ要員として奮闘。シーズン中盤に出場選手登録を抹消されたが、再登録後は、長田、ランディ・ウィリアムス、涌井秀章といった救援陣のフォローに回った。一軍公式戦での通算防御率は過去2年より悪化したものの、登板数は自己最多の59試合にのぼった。
2013年にも、公式戦の開幕から一軍に帯同。先発投手陣が好調だった影響で、公式戦に半月ほど登板できず、シーズンの序盤で出場選手登録を抹消された。結局、シーズン終盤まで一軍に復帰できず、一軍公式戦での登板数は20試合にとどまった。チームはレギュラーシーズン2位でクライマックスシリーズへの進出を果たしたものの、岡本自身はシリーズの登録選手から外れた。その一方で、自身の誕生日である5月20日には、2010年から交際していた女性との結婚を発表した。
2014年には、公式戦の開幕を一軍で迎えながら、4月下旬に出場選手登録を抹消。7月上旬に再び登録された。同月には、登録期間中のチーム16試合中、11試合登板で防御率0.79をマーク。8月にも、チーム26試合中15試合の登板で防御率2.25を記録するなど、武隈祥太と共に中継ぎ投手として活躍した。シーズン通算では、一軍公式戦42試合に登板。1勝1敗11ホールド、防御率2.75という成績を残した。
2015年には、公式戦の開幕直後に、一軍公式戦の救援登板で無失点を続けた。シーズン全体では、23試合の登板で、1勝0敗5ホールド、防御率3.05を記録。その一方で、シーズン終盤の9月には、右肘の手術を受けた。
2016年には、7月中旬にシーズン初の一軍昇格を果たしたが、公式戦3試合に登板しただけで出場選手登録を抹消された。9月27日に、この年限りでの現役引退を表明。翌28日には、再登録・引退記者会見を経て、チームのシーズン最終戦であった対北海道日本ハムファイターズ戦（西武プリンスドーム）の7回表に「打者1人」という条件で登板した。日本ハムのパシフィック・リーグ優勝がかかった試合で、1点ビハインドからの登板であったが、大野奨太からの空振り三振によって13年間の現役生活を締めくくった。12月2日に、NPBから自由契約選手として公示。

### 現役引退後
「野球に興味を持ってもらうきっかけを作りたい」という理由で、芸能事務所のイーエムジープラスに所属。同社が2016年に発足させたスポーツ部門で最初の所属タレントになったことから、活動の軸足を野球に置きながら、テレビ番組への出演などを始めている。
2018年には、人材派遣会社であるL.M.Kを立ち上げた。

## 選手としての特徴・人物
平均球速約143km/h、最速151km/hのストレートとチェンジアップを武器とした強気のピッチングが持ち味。変化球は、他にスライダー・フォーク・シュートなどを投げる。
西武への入団後には、制球難と勝負球の少なさが災いしたため、一軍への定着は29歳・7年目のシーズン（2010年）以降にまで持ち越された。さらに、2010年のシーズン終了後に再発した股関節の疲労骨折は、2016年に現役を引退するまで完治しなかった。岡本自身は、二軍で一緒に調整してきた後輩投手の一軍昇格が相次ぐにつれて、自身の昇格見送りに対する悔しさや後輩へのライバル心を感じなくなったことを引退の理由に挙げている。
プロ入り前から人前に出ることを好んでいたため、現役引退を機にタレントへ転身。今後は、サッカー界における武田修宏のようなポジションを目指すという。

## 詳細情報

### 年度別投手成績
| 年 度      | 球 団      | 登 板 | 先 発 | 完 投 | 完 封 | 無 四 球 | 勝 利 | 敗 戦 | セ 丨 ブ | ホ 丨 ル ド | 勝 率 | 打 者 | 投 球 回 | 被 安 打 | 被 本 塁 打 | 与 四 球 | 敬 遠 | 与 死 球 | 奪 三 振 | 暴 投 | ボ 丨 ク | 失 点 | 自 責 点 | 防 御 率 | W H I P |
| ---------- | ---------- | ----- | ----- | ----- | ----- | -------- | ----- | ----- | -------- | ----------- | ----- | ----- | -------- | -------- | ----------- | -------- | ----- | -------- | -------- | ----- | -------- | ----- | -------- | -------- | ------- |
| 2004       | 西武       | 10    | 3     | 0     | 0     | 0        | 1     | 1     | 0        | --          | .500  | 143   | 28.0     | 37       | 8           | 15       | 0     | 5        | 23       | 4     | 0        | 32    | 29       | 9.32     | 1.86    |
| 2005       | 西武       | 3     | 1     | 0     | 0     | 0        | 0     | 1     | 0        | 0           | .000  | 36    | 5.1      | 13       | 3           | 7        | 0     | 0        | 4        | 0     | 0        | 14    | 12       | 20.25    | 3.75    |
| 2006       | 西武       | 6     | 0     | 0     | 0     | 0        | 0     | 0     | 0        | 0           | ----  | 34    | 7.0      | 11       | 2           | 4        | 0     | 1        | 5        | 1     | 0        | 6     | 6        | 7.71     | 2.14    |
| 2007       | 西武       | 2     | 0     | 0     | 0     | 0        | 0     | 0     | 0        | 0           | ----  | 16    | 3.0      | 4        | 0           | 0        | 0     | 3        | 1        | 0     | 0        | 2     | 2        | 6.00     | 1.33    |
| 2008       | 西武       | 14    | 1     | 0     | 0     | 0        | 0     | 2     | 0        | 0           | .000  | 87    | 16.1     | 30       | 0           | 10       | 0     | 0        | 9        | 0     | 0        | 16    | 10       | 5.51     | 2.45    |
| 2010       | 西武       | 33    | 0     | 0     | 0     | 0        | 2     | 1     | 1        | 10          | .667  | 193   | 43.2     | 45       | 4           | 19       | 0     | 1        | 38       | 4     | 0        | 15    | 15       | 3.09     | 1.47    |
| 2011       | 西武       | 49    | 0     | 0     | 0     | 0        | 5     | 1     | 7        | 11          | .833  | 226   | 55.1     | 41       | 1           | 27       | 0     | 3        | 40       | 3     | 0        | 15    | 13       | 2.11     | 1.23    |
| 2012       | 西武       | 59    | 0     | 0     | 0     | 0        | 1     | 3     | 2        | 15          | .250  | 255   | 57.0     | 66       | 5           | 17       | 1     | 4        | 39       | 0     | 0        | 32    | 26       | 4.11     | 1.46    |
| 2013       | 西武       | 20    | 0     | 0     | 0     | 0        | 0     | 1     | 0        | 6           | .000  | 91    | 18.0     | 29       | 1           | 8        | 0     | 0        | 12       | 0     | 0        | 13    | 9        | 4.50     | 2.06    |
| 2014       | 西武       | 42    | 0     | 0     | 0     | 0        | 1     | 1     | 0        | 11          | .500  | 178   | 39.1     | 44       | 1           | 22       | 0     | 1        | 28       | 2     | 0        | 12    | 12       | 2.75     | 1.68    |
| 2015       | 西武       | 23    | 0     | 0     | 0     | 0        | 1     | 0     | 0        | 5           | 1.000 | 89    | 20.2     | 25       | 2           | 2        | 0     | 2        | 8        | 1     | 0        | 9     | 7        | 3.05     | 1.31    |
| 2016       | 西武       | 4     | 0     | 0     | 0     | 0        | 0     | 0     | 0        | 0           | .000  | 13    | 2.2      | 4        | 0           | 2        | 0     | 0        | 2        | 0     | 0        | 2     | 2        | 6.75     | 2.25    |
| 通算：12年 | 通算：12年 | 265   | 5     | 0     | 0     | 0        | 11    | 11    | 10       | 58          | .500  | 1361  | 296.1    | 349      | 27          | 133      | 1     | 20       | 209      | 15    | 0        | 168   | 143      | 4.34     | 1.63    |

### 記録
- 初登板：2004年6月12日、対千葉ロッテマリーンズ13回戦（西武ドーム）、4回表に2番手で救援登板、2回1/3を1失点
- 初奪三振：同上、4回表にサブローから空振り三振
- 初勝利：2004年8月10日、対福岡ダイエーホークス20回戦（福岡ドーム）、4回裏1死に2番手で救援登板、3回2/3を無失点
- 初先発登板：2004年8月16日、対千葉ロッテマリーンズ20回戦（西武ドーム）、4回1/3を7失点
- 初ホールド：2010年7月1日、対北海道日本ハムファイターズ12回戦（西武ドーム）、5回表に2番手で救援登板、2回無失点
- 初セーブ：2010年9月15日、対オリックス・バファローズ23回戦（スカイマークスタジアム）、9回裏1死に6番手で救援登板・完了、2/3回を無失点

### 背番号
- 28 （2004年 - 2007年）
- 30 （2008年 - 2009年）
- 59 （2010年 - 2011年）
- 22 （2012年 - 2016年）

### 登場曲
- 「SCARY -Delete streamin' freq. from fear side-」THE MAD CAPSULE MARKETS